# ITガバナンス
ITガバナンス（英: I.T. governance）はITへの投資・効果・リスクを継続的に最適化する為の組織的な仕組みのこと。コーポレート・ガバナンスから派生した概念で、2002年4月に起きたみずほ銀行のシステム統合における障害発生を皮切りに声高に叫ばれるようになった。

## 概要
ITガバナンスの言葉自体は非常に広義にとられ、その定義も様々な説があり、いまだ確立したものは無い状況といえる。
経済産業省では「企業が競争優位性の構築を目的としてIT戦略の策定及び実行をコントロールし、あるべき方向へと導く組織能力」と定義しており、日本監査役協会では「リスクマネジメントとパフォーマンスマネジメントを実施するにあたっての健全性確保のためのコンプライアンスマネジメントの確立」と定義している。あるいは、ITガバナンス協会（ITGI）による「取締役会及び経営陣の責任」といった定義も存在する。
また、これまでは企業サイトはローカライズされて独立して存在していたが、近年のグローバル化が進み、企業のウェブサイトを世界的に統括し、一元的に運営する手法、コンセプトのことをWEBガバナンスと呼ぶ。